# Евецкий, Фёдор Степанович
Фёдор Степанович Евецкий (ок. 1800 — не ранее 1843) — малороссийский славист, фольклорист, этнограф, публицист и переводчик; младший брат Ореста Степановича Евецкого.
Обучался сперва вместе с братом в частном пансионе Коваленка, Измаилом Срезневским, Иваном Росковшенко и Афанасием Шпигоцким, затем они все вместе поступили в Императорский Харьковский университет. Получив высшее образование, Евецкий служил в Варшаве при брате в канцелярии наместника Царства Польского И. Ф. Паскевича-Эриванского. 
С ранних лет (отчасти под влиянием И. И. Срезневского) Фёдор Евецкий был охвачен романтической любовью к «Украйне» и малорусской культуре и собирал произведения народной словесности. С течением времени в нём развились панславянский патриотизм и увлечение идеями славянской «литературной взаимности». Такое настроение сблизило Евецкого в начале 1840-х годов с Петром Павловичем Дубровским; в его литературном русско-польском журнале «Денница», Ф. С. Евецкий опубликовал множество своих статей и переводов. 
Среди публикаций Фёдора Степановича Евецкого в периодических печатных изданиях наиболее известны: «Варшавские очерки» («Московский наблюдатель», 1836, X), «Малороссийские исторические песни и думы» («Отечественные записки», 1841, XV, 65—93), «Малороссийская литература» («Денница»).